# 埃斯 (夏朗德省)
埃斯（法語：Esse，法語發音：[ɛs]）是法国夏朗德省的一个市镇，属于孔福朗区。

## 地理
埃斯（46°1'57"N, 0°43'17"E）面积30.37 平方千米，位于法国新阿基坦大区夏朗德省，该省份为法国西部内陆省份，北起德塞夫勒省和维埃纳省，东临上维埃纳省，东南至多尔多涅省，南至多爾多涅省，西接滨海夏朗德省。
与埃斯接壤的市镇（或旧市镇、城区）包括：布里亚克、莱泰尔、圣莫里斯德利永、孔福朗。

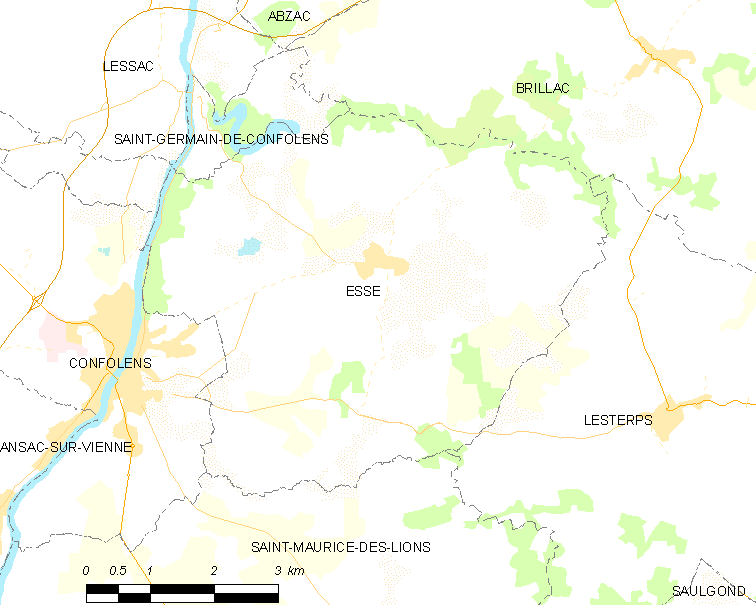
的OSM定位图

埃斯的时区为UTC+01:00、UTC+02:00（夏令时）。

## 行政
埃斯的邮政编码为16500，INSEE市镇编码为16131。

## 政治
埃斯所属的省级选区为夏朗德-维埃纳县。

## 人口

1962-2008年间人口变化图示

埃斯于2022年1月1日时的人口数量为509人。